# Top 16
Top 16 – najwyższa klasa drużynowych rozgrywek szachowych we Francji. Organizowana od 2004 roku, zastąpiła Nationale I.

## Charakterystyka
W zawodach uczestniczy 16 zespołów podzielonych na trzy grupy. W pierwszej fazie sezonu są one podzielone na ośmiozespołowe grupy A i B. Po cztery najlepsze drużyny z obu grup awansują do grupy mistrzowskiej, a po cztery najgorsze grają w grupie spadkowej. Zarówno w grupie mistrzowskiej, jak i spadkowej zespoły rozpoczynają zmagania z liczbą punktów, którą zdobyły w pierwszej części sezonu. Partie są rozgrywane na ośmiu szachownicach, z czego jednym z zawodników musi być kobieta. W przeciwieństwie do szachów międzynarodowych, za zwycięstwo przyznaje się trzy punkty, za remis dwa, a za porażkę jeden.
W latach 2011–2021 liga funkcjonowała jako Top 12. Wówczas liczyła dwanaście drużyn, a rozgrywki odbywały się klasycznym systemem ligowym bez podziału na grupy.

## Medaliści
Źródło: FFE
| Sezon | 1. miejsce                    | 2. miejsce                    | 3. miejsce                    |
| ----- | ----------------------------- | ----------------------------- | ----------------------------- |
| 2004  | Paris NAO                     | CEMC Monaco                   | Cannes Echecs                 |
| 2005  | Paris NAO                     | Cannes Echecs                 | Échiquier Niçois              |
| 2006  | Paris NAO                     | CEMC Monaco                   | Clichy-Echecs 92              |
| 2007  | Clichy-Echecs 92              | Cannes Echecs                 | Paris Chess 15                |
| 2008  | Clichy-Echecs 92              | Cannes Echecs                 | Montpellier Echecs            |
| 2009  | Evry Grand Roque              | Clichy-Echecs 92              | L’Echiquier Châlonnais        |
| 2010  | L’Echiquier Châlonnais        | Evry Grand Roque              | Marseille-Echecs              |
| 2011  | Marseille-Echecs              | Clichy-Echecs 92              | Evry Grand Roque              |
| 2012  | Clichy-Echecs 92              | L’Echiquier Châlonnais        | Evry Grand Roque              |
| 2013  | Clichy-Echecs 92              | L’Echiquier Châlonnais        | CE Bischwiller                |
| 2014  | Clichy-Echecs 92              | CE Bischwiller                | Philidor Mulhouse             |
| 2015  | CE Bischwiller                | Clichy-Echecs 92              | CE de Bois-Colombes           |
| 2016  | Clichy-Echecs 92              | CE Bischwiller                | Philidor Mulhouse             |
| 2017  | Clichy-Echecs 92              | CE Bischwiller                | Nice Alekhine                 |
| 2018  | CE Bischwiller                | Clichy-Echecs 92              | CE de Bois-Colombes           |
| 2019  | CE Bischwiller                | Asnières – Le Grand Échiquier | Philidor Mulhouse             |
| 2021  | CE Bischwiller                | Asnières – Le Grand Échiquier | Clichy-Echecs 92              |
| 2022  | CE Bischwiller                | Asnières – Le Grand Échiquier | Clichy-Echecs 92              |
| 2023  | Asnières – Le Grand Échiquier | CE Bischwiller                | C’Chartres Échecs             |
| 2024  | C’Chartres Échecs             | CE Bischwiller                | Asnières – Le Grand Échiquier |
| 2025  | C’Chartres Échecs             | Asnières – Le Grand Échiquier | Aix-en-Provence               |